# New Holland (Lincolnshire)
New Holland is een civil parish in het bestuurlijke gebied North Lincolnshire, in het Engelse graafschap Lincolnshire met 970 inwoners.